# 斯坦利·劳斯
史丹利·羅斯爵士（英語：Sir Stanley Rous，1895年4月25日—1986年7月18日），出生在沃特福德，是一名英格蘭足球球證。他是第六任國際足協主席，任期為1961-74年。

## 生涯
原本，羅斯是在沃特福德男子文法學校擔任體育教師，負責將學校的主要運動從足球改為橄欖球。另外，他亦有參與業餘足球賽事，擔任門將。其後，他在就讀聖路加學院（St Luke's College）期間取得球證牌照，並且主持了36場國際賽事。他亦是足球員兼國際足協發起成員伊沃·施里克（1877-62）博士的畢生好友。
1927年，羅斯開始在英格蘭足球聯賽擔任球證，主要是在乙組聯賽，以及當時的丙組北部和南部聯賽。
3月13日，羅斯在安特衛普博蘇爾球場由比利時以2-0的比分擊敗荷蘭的友賽中首次在國際賽擔任球證。
其後，羅斯成為頂級賽事的球證，他在1934年4月28日於溫布萊球場舉行的足總盃決賽—曼城以2-1的比分擊敗樸茨茅夫的賽事中執法。翌日，他前往比利時擔任一場國際賽事的球證後掛哨。
然後，羅斯開始擔任足球行政工作，成為英格蘭足球總會在1934-62年的秘書，以及在1961-74年間擔任國際足協主席，期間他見證了英格蘭奪得1966年世界盃冠軍。1974年，他尋求連任國際足協主席的職位，但敗給積極拉票並且不滿歐洲國家主導了國際足協的祖亞奧·哈維蘭治。在他退任國際足協主席後，他獲任命為國際足協榮譽主席。
1935年羅斯成為國際足球協會理事會成員之一，於1937至1938年間，他修訂了《足球比赛规则》，這是他對足球賽事的一項主要貢獻，使規則變得簡單扼要。此外，自1945年他加入國際足協球證委員會（FIFA Referees' Committee），更於1957至1966年間擔任主席，而他亦是第一位引入對角線裁判法作為球證的標準做法的人士。據負責執法1930年英格蘭足總盃決賽的比利時球證约翰·兰格努斯透露，他看見其他來自比利時的球證也嘗試了這種科學化走位的做法。羅斯盃和屈福特主場維卡拉格路體育場的羅斯看台（Rous Stand）都是以他來命名。

## 外部連結
- Rous, Stanley, and Ford, Donald, A History of the Laws of Association Football （页面存档备份，存于）